# Fuwa
Beibei (19 de octubre de 1999), Jingjing (14 de abril de 2000), Huanhuan (20 de mayo de 1998), Yingying (11 de septiembre de 2001), y Nini (30 de diciembre de 2002), son las mascotas elegidas para representar los Juegos Olímpicos de Pekín 2008 (del inglés: The Friendlies ‘los amistosos’), mientras que en chino usan el nombre 福娃 (Fúwá, es decir ‘Niños de la buena fortuna’).
Fueron estrenados en sociedad por la Sociedad Nacional de Estudios de Literatura China Clásica, el 11 de noviembre de 2005, a 1000 días exactos del inicio de los Juegos. Los nombres de las mascotas corresponde a una repetición de las sílabas de la frase 北京欢迎你 Běijīng huānyíng nǐ (‘Pekín les da la bienvenida’).
Luego de mucha polémica con respecto a qué animal debía representar al país (barajándose las opciones del panda, el mono, el tigre y el dragón entre otras) fueron elegido cinco animales característicos del país.
La elección de estos animales contiene mucho simbolismo ya que representan a los cinco colores de los anillos olímpicos y a los cinco elementos tradicionales chinos (metal, madera, agua, fuego y tierra).
Protagonizaron una miniserie animada de 100 episodios que fue transmitida en la estación de televisión municipal pequinesa, llamada Las aventuras olímpicas de Fuwa (en chino, 福娃奥运漫游记)

## Mascotas
| Imagen | Nombre        | Sexo | Color    | Animal u objeto   | Elemento | Idea        | Deportes            | Inspiración                                                                                          | Notas |
| ------ | ------------- | ---- | -------- | ----------------- | -------- | ----------- | ------------------- | --- | --- |
|        | Bèibei 贝贝   | Niña | Azul     | Pez               | Agua     | Prosperidad | Deportes acuáticos  | Se inspira en las imágenes decorativas del Año Nuevo Chino y en los diseños de artefactos neolíticos | En la cultura tradicional china, el pez representa la prosperidad pues su ideograma (魚 / 鱼) se asemeja al de la abundancia (餘 / 余) ella está enamorada de Huanhuan                                                                            |
|        | Jīngjing 晶晶 | Niño | Negro    | Panda             | Madera   | Felicidad   | Deportes de fuerza  | Se inspira en la dinastía Song y en porcelanas antiguas                                              | El panda es uno de los símbolos nacionales de China y del ambientalismo |
|        | Huānhuan 欢欢 | Niño | Rojo     | Llama olímpica    | Fuego    | Pasión      | Deportes con pelota | Se inspira en los diseños en forma de llamas en las cuevas de Mogao                                  | Representa el Lema Olímpico «Citius, Altius, Fortius» (Más rápido, más alto, más fuerte) |
|        | Yíngying 迎迎 | Niño | Amarillo | Antílope tibetano | Tierra   | Salud       | Atletismo           | Se inspira en las costumbres tibetanas y de Xinjiang                                                 | El antílope es uno de los animales más veloces existentes y es el símbolo de la meseta del Tíbet |
|        | Nīni 妮妮     | Niña | Verde    | Golondrina        | Metal    | Fortuna     | Gimnasia            | Se inspira en los dibujos propios de una cometa                                                      | La golondrina es la «mensajera de la primavera» y, por ende, un símbolo de la buena fortuna. El ideograma de la golondrina (燕) era usado en el antiguo nombre de Pekín, Yanjing (燕京). El cintillo de Nini representa las tradicionales cometas |